# Liste d'élections en 1804
Chronologie des élections
- 1800
- 1801
- 1802
- 1803
- 1804
- 1805
- 1806
- 1807
- 1808

Cet article recense les élections organisées durant l'année 1804.

À l'aube du XIXe siècle, seuls deux pays organisent des élections nationales : le Royaume-Uni et les États-Unis. La France, l'une des premières démocraties de l'époque contemporaine, est à cette date sous le régime du Premier Empire ; son gouvernement n'est pas élu.

## Élections nationales en 1804
| Date                          | État            | Élection ou référendum                    | Contexte | Résultat |
| ----------------------------- | --------------- | ----------------------------------------- | --- | --- |
| novembre 1804                 | Empire français | Référendum constitutionnel                | Les citoyens sont invités à approuver l'abolition de la République et sa transformation en Empire, avec Napoléon Bonaparte pour Empereur. L'Empire a déjà été proclamé six mois avant le référendum. Il s'agit donc d'un plébiscite. | Le changement de régime est approuvé, officiellement par 99,9 % des votants.                                     |
| 24 avril 1804 - 5 août 1805   | États-Unis      | Législatives (chambre (en) et sénat (en)) | | Voir l'article Liste d'élections en 1805.                                                                        |
| novembre 1804 - décembre 1804 | États-Unis      | Présidentielle                            | | Thomas Jefferson (Parti républicain-démocrate) est réélu président, devant Charles Pinckney (Parti fédéraliste). |